# Heinrich Albert (Industrieller)

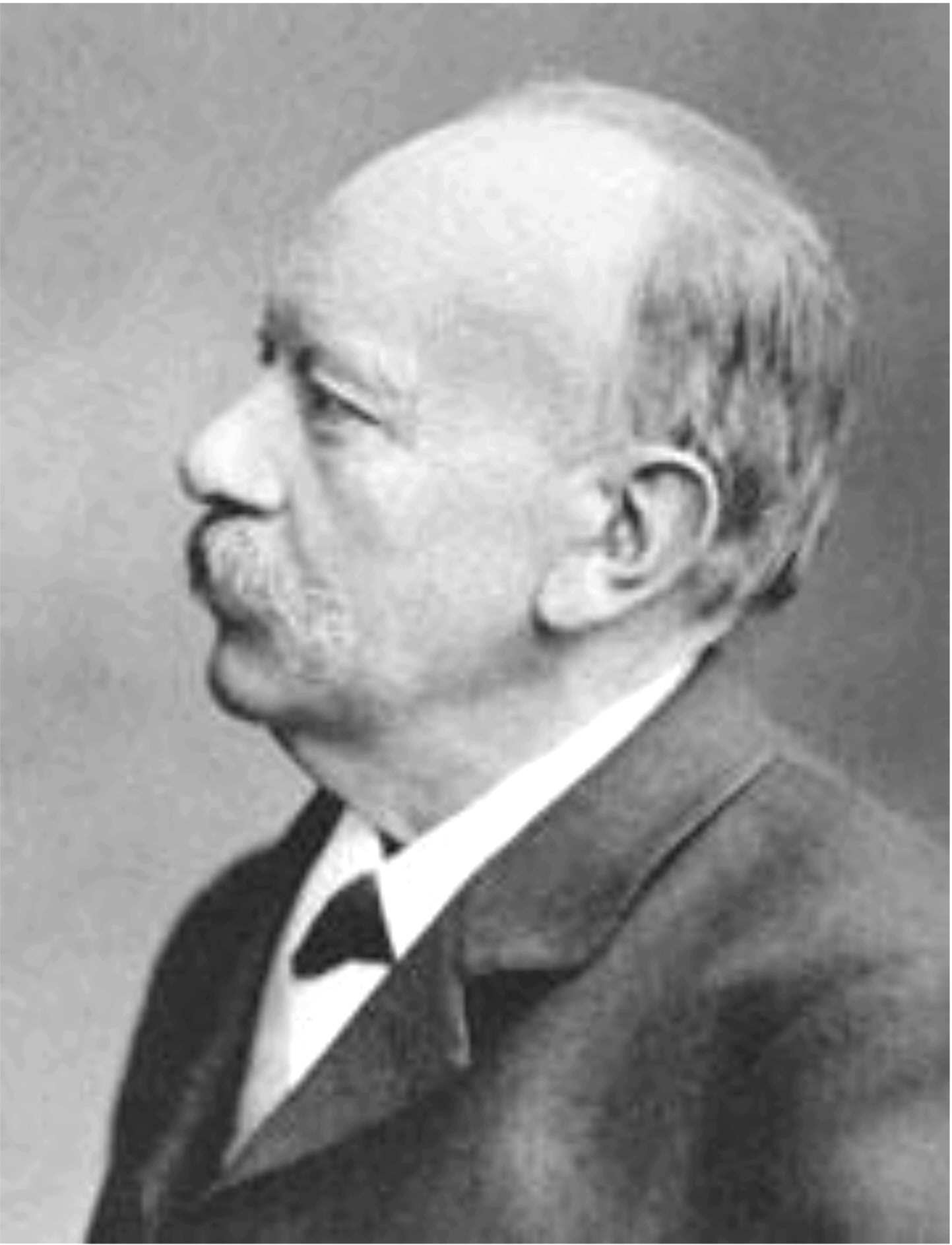
Heinrich Albert

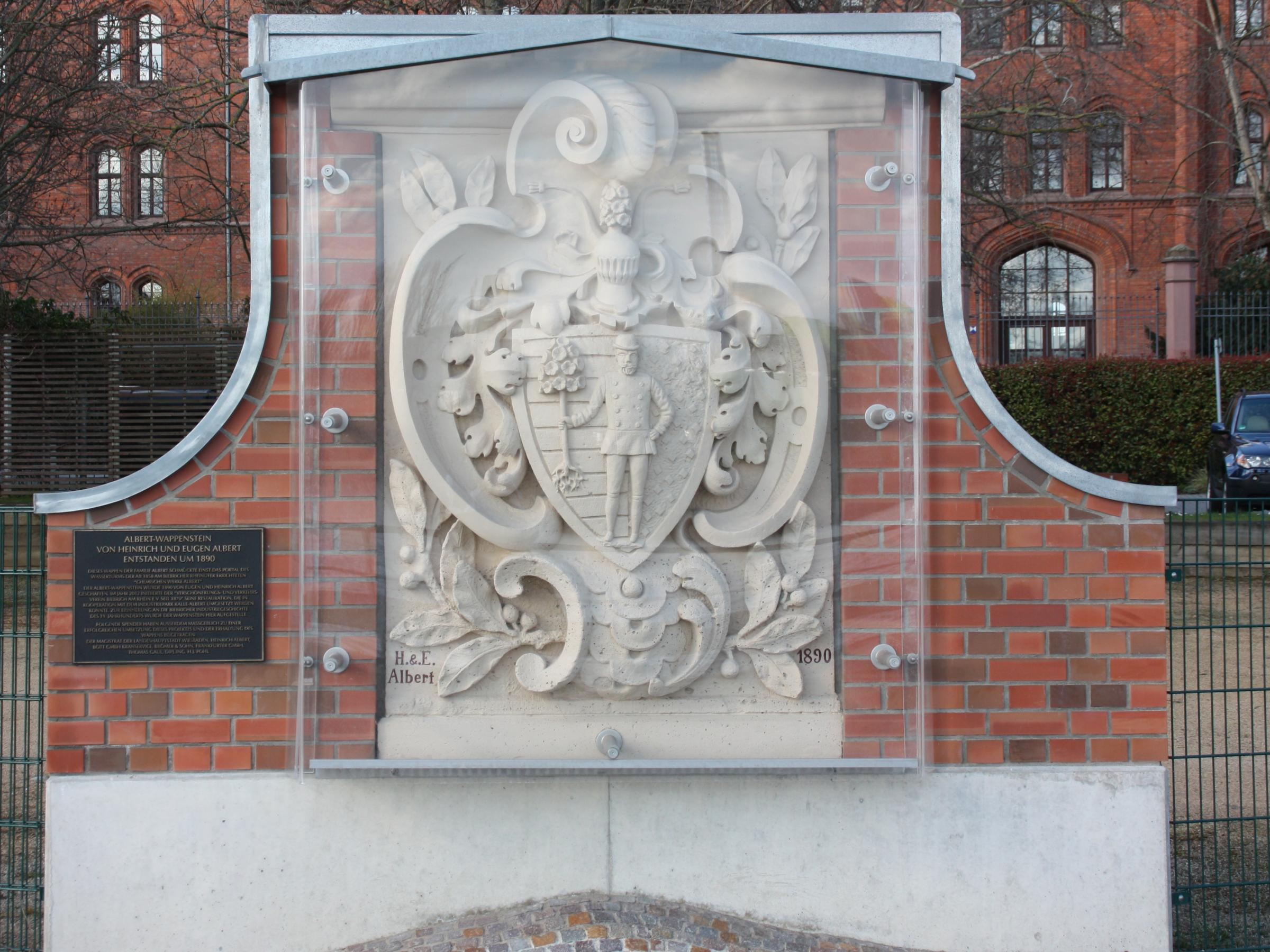
Albert-Wappenstein von 1890

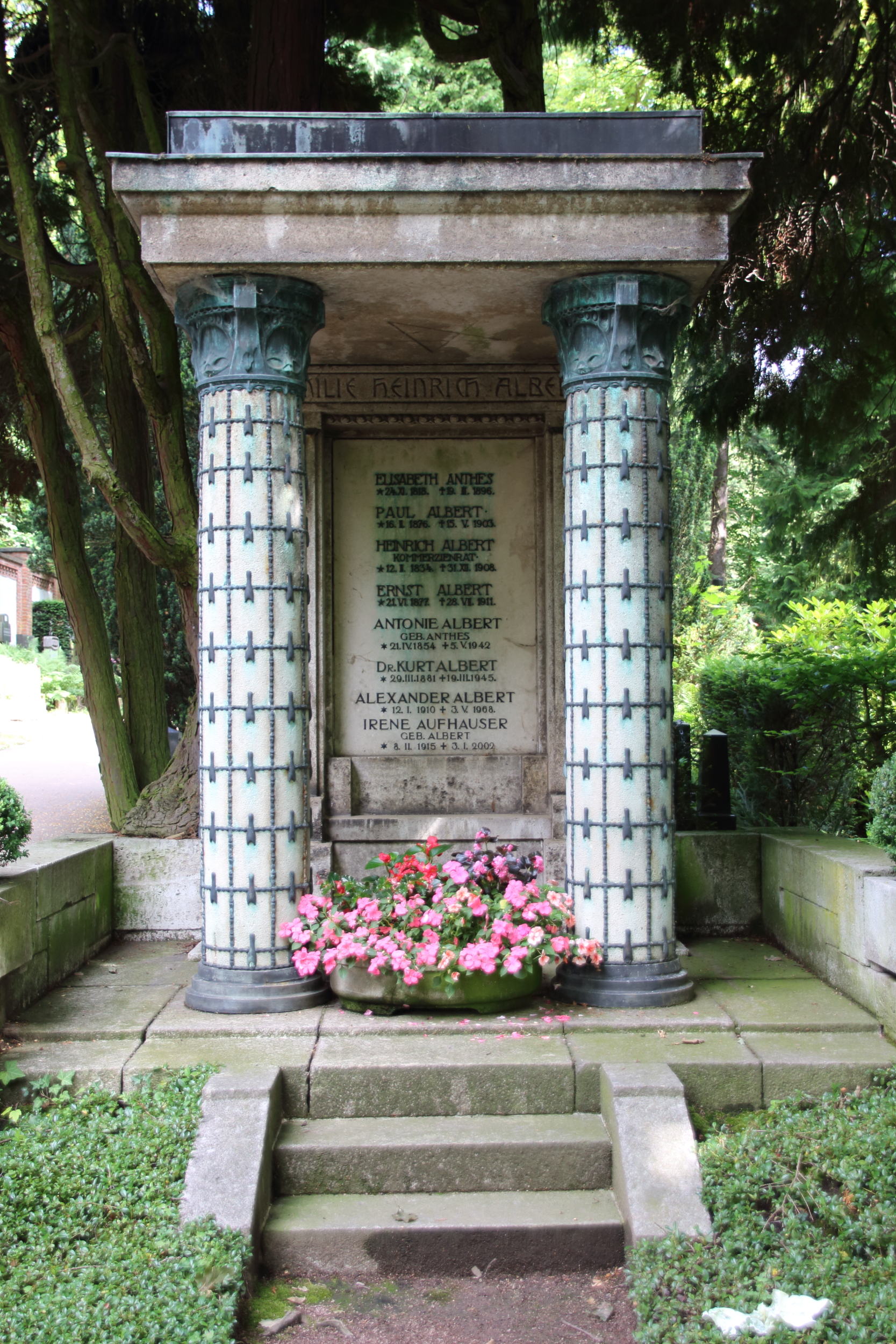
Grabmal der Familie Albert

Johann Heinrich Albert (* 12. Februar 1835 in Amorbach; † 31. Dezember 1908 in Biebrich) war ein deutscher Chemiker und Unternehmer.
Heinrich Albert war ein Sohn des Oberförsters Konrad Albert (1792–1870) und dessen Ehefrau Anna Katharina Albert geb. Ferg (1793–1866). Seine naturwissenschaftliche Ausbildung erhielt er bei Justus von Liebig in München. Liebig entwickelte auch Prinzipien der Agrikulturchemie.
Albert gründete 1858 unter finanzieller Beteiligung verschiedener Familienmitglieder mit seinem Bruder Eugen Albert (1830–1879) die Chemischen Werke H. & E. Albert und war an der Entwicklung von Patenten für die Düngemittelindustrie beteiligt.
1874 heiratete er Antonie geb. Anthes (1854–1942). Aus dieser Ehe gingen drei Söhne hervor.
- Der Sohn Paul (1876–1903) war ein bekannter Radsportler und verunglückte tödlich bei einem Autounfall.
- Der Sohn Ernst Albert (1877–1911), Nachfolger im Unternehmen, erlitt beim Bergsteigen einen tödlichen Unfall. Er war seit 1907 verheiratet mit Katharina geb. van Endert geschiedene Daelen, später verheiratete Katharina von Kardorff-Oheimb (1879–1962), deutsche Politikerin (DVP). Die gemeinsame Tochter Elisabeth war erster Ehe mit Hans Ackermann die Mutter der Schauspielerin Kathrin Ackermann und die Großmutter der Schauspielerin Maria Furtwängler. In zweiter Ehe heiratete Elisabeth Ackermann den Dirigenten Wilhelm Furtwängler.[1]
- Der jüngste Sohn Dr. Kurt (Theodor) Albert (1881–1945) gründete 1909 die Chemische Fabriken Dr. Kurt Albert GmbH zur Produktion von Kunstharzen.

1899 begründete Heinrich Albert die Tonindustrie AG in Klingenberg, dann auch die Tonindustrie Albertwerke GmbH in Worms und Offstein. 1940 fusionierten die Unternehmen von Heinrich Albert und seines Sohnes Kurt zu einem Familienunternehmen.